# ShadowCrew

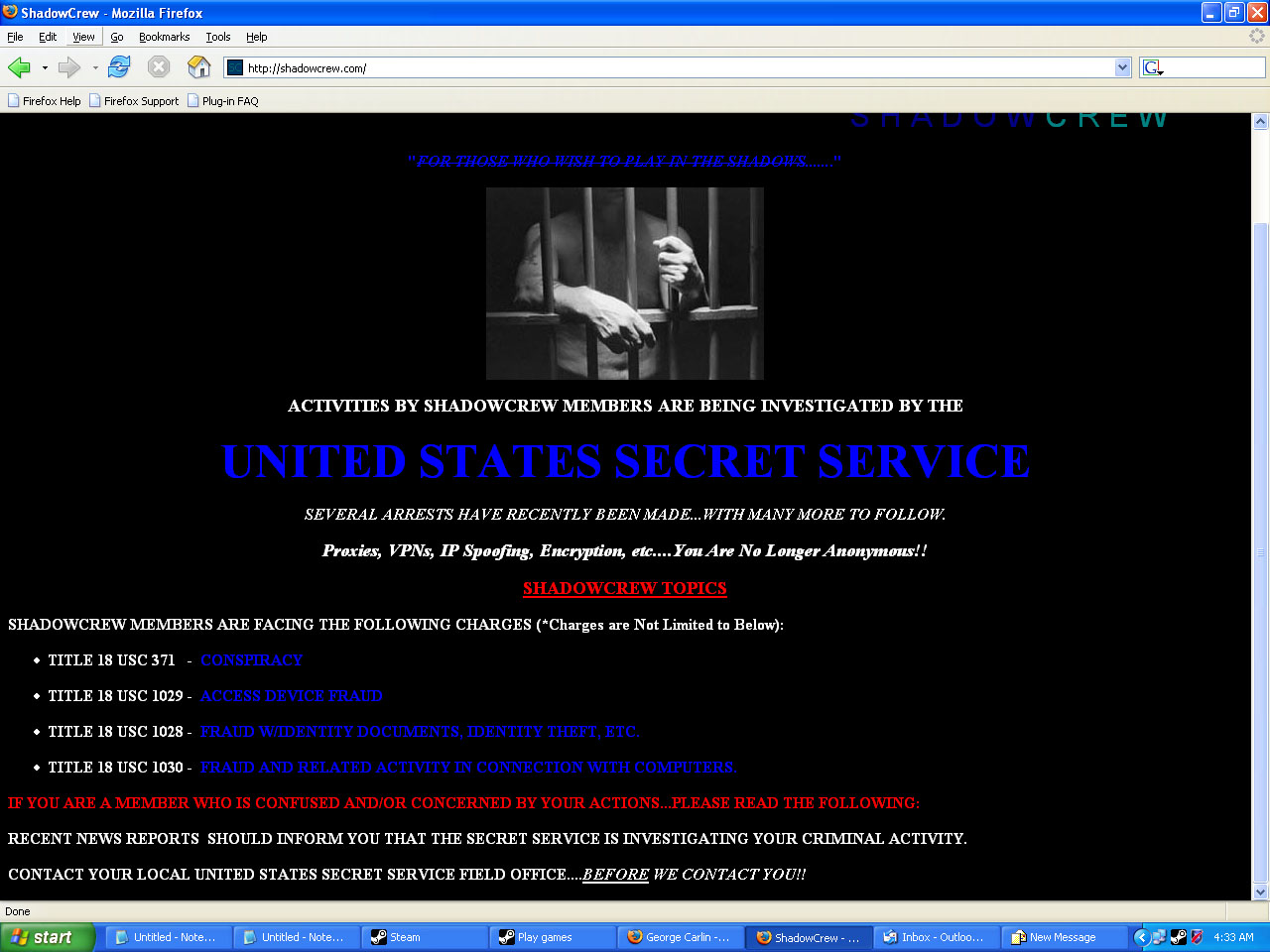
Captura de pantalla sobre el foro "Shadowcrew"

ShadowCrew era un foro de discusión para ciberdelitos (foro) que operaba bajo el nombre de dominio ShadowCrew.com entre agosto de 2002 - octubre de 2004.

## Orígenes
El concepto de la ShadowCrew fue desarrollado a principios de 2002 durante una sesión de chat entre Andrew Mantovani (21 años) y David Appleyard (edad 43). Se desconoce exactamente cuales fueron las circunstancias que llevaron a la pareja a conocerse.
Mantovani vivió en Arizona y asistió a Scottsdale Community College parte del tiempo como un especialista de negocios. Scott S. Christie, el fiscal de Estados Unidos encargado de procesar el caso, declaró (Mantovani) ser reconocido como el líder espiritual de ShadowCrew.
Appleyard era un agente de hipotecas jubilado que vivía en Linwood, Nueva Jersey con su esposa, dos hijos y su madre enferma. Fue Mantovani, experto de negocios, que llegó con la idea de un negocio similar al modelo de eBay para que lo adoptara ShadowCrew y así introducir a personas con la necesidad de robar datos o falsificar identificaciones con la intención de controlar a los vendedores de dichos productos.
El sitio web de ShadowCrew también contenía una serie de sub foros donde se encontraba la información más reciente sobre hacking, trucos de ingeniería social, fraude en tarjetas de crédito, desarrollo de virus, estafas y phishing.

## Estructura organizacional
ShadowCrew ofreció un refugio a "carders" y hackers para comercializar, comprar y vender información personal robada, números de tarjetas bancarias hackeadas e identificaciones falsas. Shadowcrew creó otro sitio clandestino, counterfeitlibrary.com, a principios de 2002 y le seguiría carderplanet.com, un sitio web principalmente desarrollado en idioma ruso. El sitio también facilitaba medicamentos mediante la venta al por mayor.
Los jugadores claves que se convirtieron en administradores y moderadores fueron Deck (Andrew Mantovani), BlackOps (David Appleyard), entre otros. Shadowcrew creció a más de "4,000 miembros" (muchos eran "clones" y cuentas inactivas) en todo el mundo con un pequeño grupo de miembros principales en los foros. Durante sus primeros años, el sitio fue alojado en el extranjero, en Hong Kong, pero poco antes de la detención de CumbaJohnny (Albert González), el servidor estuvo en su posesión, en algún lugar de Nueva Jersey.

## Consecuencias y legado
El sitio floreció desde el momento en que abrió en 2002 hasta su desaparición a finales de octubre de 2004. Aunque el sitio estaba en auge con la actividad delictiva y todo parecía bien, los miembros no sabían lo que estaba sucediendo detrás de escena. Agentes federales recibieron su "gran oportunidad" cuando encontraron a CumbaJohnny. En cuanto Cumba fue arrestado, inmediatamente volvió y comenzó a trabajar con agentes federales. Desde abril de 2003 a octubre de 2004, Cumba ayudó en la recopilación de información y monitoreo del sitio que ellos que utilizaron.  Empezó por sacar a muchos de los rusos que hackeaban bases de datos y vendían tarjetas de crédito falsificadas. Más tarde fue confirmado que un alto miembro del círculo interno de ShadowCrew, CumbaJohnny (Albert González) era un informante de la policía de largo plazo y era el responsable de enseñar a la USSS como controlar, atrapar y detener a ShadowCrew.
Muchos sitios aparecieron después de la desaparición de Shadowcrew, uno de los cuales se centró específicamente en revelar los misterios de lo que había sucedido realmente. Este sitio, thegrifters.net, era dirigido por un miembro acusado formalmente, David Thomas (a.k.a., El Mariachi) quién convirtió su viejo sitio de fraude en un sitio de investigación. Los miembros de este grupo descubrieron y recopilaron muchas piezas de información sobre los miembros acusados de Shadowcrew hasta que thegrifters.net fue tomado a principios de 2006.
4,000 miembros: la acusación dederal dice, "Shadowcrew fue una organización internacional de aproximadamente 4,000 miembros..." La última página disponible antes del 27 de octubre de 2004 en archive.org muestra 2,709 miembros registrados. La gente familiarizada con el foro de ShadowCrew, sabe que muchos de los miembros tenían varios nombres de usuario. Miembros que fueron prohibidos en el foro con frecuencia se registraban con otro nombre de usuario. Por último, el foro estuvo alrededor de 2 años por lo que probablemente existían muchas cuentas inactivas.
$ 4 millones en pérdidas: se llegó a esta cifra al multiplicar el número de tarjetas de crédito por $500 (según la ley federal no se puede determinar ninguna cifra monetaria en un caso de fraude). Esta cifra supone que cada tarjeta es válida y había sido utilizada.
El administrador de ShadowCrew Brett Shannon Johnson logró evitar ser detenido tras los ataques del 2004, pero fue llevado en 2005 por cargos proporcionados por un informante. Continuando con cometer fraude fiscal como un informante, 'Operación Anglerphish' lo infiltra como administrador en ScandinavianCarding y CardersMarket. Cuando continuaba con sus actividades de carding, estas fueron expuestas como parte de una investigación independiente en 2006, y rápidamente se dio a la fuga antes de ser atrapado para siempre en agosto de ese año.
En 2011, exmiembro de ShadowCrew, el  búlgaro Aleksi Kolarov aka APK fue finalmente arrestado y detenido en Paraguay antes de ser extraditado a los Estados Unidos en 2013 para enfrentar cargos.